# Red de Utrecht
La Red de Utrecht (Utrecht Network en inglés) es un grupo de cooperación interuniversitaria en Europa. La Red de Utrecht tiene el objetivo de promover: 
- Escuelas temáticas de verano.
- La movilidad estudiantil en Europa
- Los planes de estudio y titulaciones conjuntas en Europa
- La cooperación en la investigación y el intercambio de estudiantes de doctorado y de investigadores entre laboratorios asociados.

La Red de Utrecht representa a 31 universidades europeas en 28 países. Aunque de amplia base, la Red de Utrecht sigue siendo muy selectiva en ampliarse a nuevos miembros y eso, por necesidad de mantener flexibilidad y manejabilidad dentro de la organización.

## Miembros de la Red de Utrecht
| Alemania - Universidad de Bochum - Universidad de Leipzig Austria - Universidad de Graz Bélgica - Universidad de Amberes República Checa - Universidad Masaryk Dinamarca - Universidad de Århus Eslovaquia - Universidad Comenius de Bratislava Eslovenia - Universidad de Ljubljana España - Universidad Complutense de Madrid Estonia - Universidad de Tartu Finlandia - Universidad de Helsinki Francia - Universidad de Lille Nord-de-France - USTL Lille I - Universidad Louis Pasteur Strasbourg I - Universidad Marc Bloch Strasbourg II - Universidad Robert Schuman Strasbourg III Grecia - Universidad Aristóteles de Tesalónica Hungría - Universidad de Budapest |  | Islandia - Universidad de Islandia Irlanda - Universidad College Cork Italia - Universidad de Bolonia Letonia - Universidad de Letonia Lituania - Universidad de Vilna Malta - Universidad de Malta Noruega - Universidad de Bergen Países Bajos - Universidad de Utrecht Polonia - Universidad Jagellónica Portugal - Universidad de Coímbra Reino Unido - Queen's University Belfast - University of Hull Rumania - Universidad Alexandru Ioan Cuza Suiza - Universidad de Basilea Turquía - Universidad del Bósforo |